# Premio Elías Sourasky
El Premio Elías Sourasky es un reconocimiento que se entrega de manera anual a lo más destacado en México de las áreas de Ciencias, Artes y Letras.

## Historia
El premio fue instituido en 1966 por el empresario Elías Sourasky, quien fue promotor del desarrollo cultural y tencológico en México, con este objetivo fundó el fideicomiso Fondo de Fomento Educativo.  El premio tenía contemplado tres rubros: Ciencias, Arte y Letras. 
Desde entonces han recibido esta distinción personajes como León Felipe, Juan O'Gorman, Guillermo Soberón Acevedo, Andrés Henestrosa, Pablo O'Higgins, Ermilo Abreu Gómez, Ignacio López Tarso, Antonio Gómez Robledo, Manuel Álvarez Bravo, Mathías Goeritz, Jaime Sabines, Juan García Ponce, Ramón Xirau, José Luis Martínez Rodríguez, Ernesto de la Torre Villar, Rosario Castellanos y Miguel León-Portilla entre otros.

## Premio Elías Sourasky en Desarrollo Institucional en Salud
Desde 1993 la Fundación Mexicana para la Salud entrega de forma bienal el Premio Elías Sourasky en Desarrollo Institucional en Salud. Entre los acreedores a esta versión se encuentran Salvador Zubirán Anchondo, José Laguna García , Fernando Ortiz Monasterio, Luis Guillermo Ibarra Ibarra, Rodolfo Díaz Perches, Ruy Pérez Tamayo y Ramón de la Fuente Muñiz.